# 前田健 (タレント)
前田 健（まえだ けん、1971年〈昭和46年〉6月14日 - 2016年〈平成28年〉4月26日）は、日本のお笑いタレント、ものまねタレント、俳優、振付師。
東京都杉並区出身。最終所属はケイダッシュステージ。身長174 cm、体重80 kg（公称）、血液型O型。愛称は「まえけん」。東京都立農芸高等学校卒業。お笑いトリオネプチューンの原田泰造は同校の先輩にあたる。

## 来歴

### デビュー前
農芸高校卒業後に米国に行き、マンハッタンに4年間在住。ブロードウェイダンスセンターで3年10か月間、ダンスと歌の個人レッスンを受ける。1994年に日本に帰国する。

### タレント
その後タレント活動を開始し、一人芝居が話題となる。『ものまねバトル』で渡辺真知子の歌まねから火が付き、女性のものまねでもキーを変えないシンガーをメインにしたものまねでブレイク。とりわけ松浦亜弥のものまねでは松浦本人からも似ていると認められて評判となった。松浦とはセガのゲームソフト『ぷよぷよフィーバー』の広告で共演したこともある。だが、はるな愛が松浦のマネをするようになってからは逆転されているほか、原日出子は「前田のモノマネを見てから松浦の出演番組を真剣に観るようになった」と語り、「似てるはずないのにどうして似るの？」と評し、ヒロミは「松浦本人が偽者に見えてきたと」評してる。
2004年10月、『完売劇場』のレギュラーに抜擢された。
2005年8月、『まえけん♂トランス.pj』の名義にて、『恋のマイアヒ』、『チワワ』、MISAの『バンザイ』をトランスバージョンにアレンジした1stシングル『恋のブチアゲ♂天国』をリリースし、オリコン初登場12位、その後ロングセールスを記録する。
2005年11月、恋愛指南本「前田健の恋キャラ診断」を発売すると共に、自身がゲイであることをカミングアウトした。
2006年、テレビアニメ『デジモンセイバーズ』にて声優に初挑戦。Vジャンプによると、アフレコ中も松浦亜弥の格好をしていた。さらに2009年放送の『フレッシュプリキュア!』でも準レギュラーとして出演、同作から『スマイルプリキュア!』までのプリキュアシリーズ4作品のEDテーマのダンスの振付を担当した。そして晩年では俳優としても活動していた。
2011年5月、自身が書き下ろした処女小説「それでも花は咲いていく」を映画化。監督と脚本も自ら手掛けた。

### 急逝
2016年4月24日に栃木県で行われたテレビ番組『金曜★ロンドンハーツ』の収録で、午前は50メートル走と走り高跳びに、昼食休憩を経て午後は腕相撲とリレーに、それぞれに参加した。収録後に新宿の飲食店で食事を済ませ、店を出た後の午後7時10分頃に、東京都新宿区新宿3丁目の路上で突然嘔吐して倒れた。その後意識を失い、心肺停止状態で病院へ搬送された。25日に蘇生したが、26日午前1時36分、虚血性心不全のため搬送先の病院で死去。44歳没。生涯独身だった。晩年は持病の不整脈で通院も多く「心臓が悪い」と語っていたほか、炭水化物と糖分を抜くダイエットを試みるもステーキやラーメンをよく食すなど、食生活の栄養バランスの悪さを気にしていた。『金曜★ロンドンハーツ』の収録中に体調不良を訴えて医師の診察を受けていたことや、5月に不整脈の手術を受けることを友人のはなわに話していたことなどが後日明らかになった。
前田の突然の訃報は、芸能やお笑い界隈で大きく話題となった。松浦亜弥は「あややの思い出をありがとうございました」と所属事務所「アップフロントプロモーション」を通じてコメントした。前田と同じ松浦のものまねで人気を博したはるな愛は、ブログに「これからももっと一緒に仕事をしたかった」と記した。所属した芸能事務所で後輩のオードリーの若林正恭は、前田の死後最初のオールナイトニッポンで前田との思い出を語った。サンドウィッチマンの伊達みきおは、ブログに2016年の正月に前田やハチミツ二郎らと鍋料理を楽しんだことを記して「残念です。早すぎる」と悼んだ。テレビドラマ『怨み屋本舗』などで共演した木下あゆ美は、ブログに「当たり前のように、どこかでまた共演出来る、またお会い出来る、そんな風に思っていました……。（中略）とても、とても、悲しいです」と記した。所属事務所で先輩の高橋克典と後輩のスザンヌ、お笑い仲間の雨上がり決死隊・宮迫博之や青木さやか、映画で共演して前田が監督した映画に出演した佐藤二朗、『フレッシュプリキュア!』で共演した沖佳苗や小松由佳らプリキュアシリーズの関係者など、多数の芸能人らが追悼のコメントを述べた。

## 持ちネタ

### ものまねレパートリー
- AI
- 五輪真弓
- 宇多田ヒカル
- 荻野目洋子
- Crystal Kay
- 倖田來未
- 椎名林檎
- 篠原涼子
- ジャネット・ジャクソン
- 杉本彩
- スティーヴィー・ワンダー
- 西田敏行
- Perfume
- 比嘉栄昇
- 広瀬香美
- BoA
- ホイットニー・ヒューストン
- マイケル・ジャクソン
- 槇原敬之
- 松浦亜弥
- 松田聖子
- 松任谷由実
- Le Couple
- ロナウジーニョ
- 渡辺真知子

### 一人芝居
- 初級英語講座
- 中級英語講座
- 本音しか言わないホンネちゃんシリーズ
- 愛すべきモチダくんシリーズ
- しずかちゃん
- わかめちゃん
- 振り付け師 ピエール
- ぬくもりを売るお婆さん
- 板前しんじ
- 下町のクリーニング屋
- 人間観察コントシリーズ（『エヴァにはまるオタク女』など）etc…

## 出演

### バラエティ
- 爆笑オンエアバトル（NHK総合）戦績1勝5敗 最高365KB（これはオフエアの記録であり、オンエアは329KB）
  - オンエアを獲得したのは3回目の挑戦。初挑戦から3回目の挑戦でオンエアを獲得したのは前田が初となる。
- ものまねバトル→ものまねグランプリ（日本テレビ）
- MTM（RKB毎日放送制作・MBS毎日放送ネット）
- ポジTV（RKB毎日放送）
- ガチャガチャポン!（フジテレビ）
- フリフリSongBook（2006年 - 2008年、フジテレビワンツーネクスト）※フリーダム前田・フリル前田名義。振り付けコピー番組
- エンタの神様（日本テレビ）※キャッチコピーは「桃色のなりきり芸人」
- 青い空が好きっ!（山口朝日放送）
- 恋愛百景（2008年9月15日、テレビ朝日）第94話ゲスト
- 土曜スペシャル（2010年8月21日、テレビ東京）
- いい旅・夢気分（2010年9月1日、テレビ東京）
- オドぜひ年末生放送 前田健芸能生活20周年記念 輝け!2016年福男・福女決定戦 おもしろいですよぉ〜（2015年12月29日、中京テレビ）

### テレビドラマ
- リモート 第8話（2002年、日本テレビ） - 美濃輪マサミ
- 奥さまA（2003年11月、名古屋テレビ）
- X'masなんて大嫌い（2004年12月、日本テレビ） - サラリーマン
- ギャルサー（2006年4月 - 6月、日本テレビ）
- リアルシスター（2007年2月、ミランカ） - 浜路屋弦之丞
- 怨み屋本舗シリーズ（テレビ東京） - レギュラー・十二月田猛臣
  - 怨み屋本舗（2006年7月 - 9月）
  - 怨み屋本舗スペシャル〜家族の闇 モンスター・ファミリー〜（2008年1月6日）
  - 怨み屋本舗スペシャル〜マインドコントロールの罠（2009年1月7日）
  - 怨み屋本舗 REBOOT（2009年7月 - 9月）
- 土曜ワイド劇場（テレビ朝日）
  - おとり捜査官・北見志穂12（2007年8月4日） - 海老名正人
  - 東京駅お忘れ物預り所4（2010年7月3日） - 北口幸夫
  - 東京駅お忘れ物預り所6（2013年6月29日）
  - 東京駅お忘れ物預り所7（2014年4月12日）
- ホタルノヒカリ 第7話（2007年8月22日、日本テレビ） - 嫌な店長
- 受験の神様 第5話（2007年8月25日、日本テレビ）
- 長い長い殺人（2007年11月、WOWOW） - 森元隆一
- 薔薇のない花屋 第9話（2008年3月10日、フジテレビ）
- 栞と紙魚子の怪奇事件簿（2008年3月8日、日本テレビ） - ボリス
- キミ犯人じゃないよね? 第2話（2008年4月18日、テレビ朝日） - オカマ
- イケナイ足し算A＋B〜マゾ英会話〜（2008年8月、BSジャパン） - マゾ教師
- 街占師 〜北白川晶子の事件占い〜（2008年9月10日、テレビ東京） - 三枝俊明
- 月曜ゴールデン（TBS）
  - 森村誠一サスペンス 時（2008年9月15日） - 園田博
  - 女タクシードライバーの事件日誌4（2009年3月9日）
  - 警視庁南平班〜七人の刑事〜（2009年8月24日） - 富井健次刑事
  - 警視庁南平班〜七人の刑事〜2（2010年8月23日）
  - 警視庁南平班〜七人の刑事〜3（2011年5月16日）
  - 警視庁南平班〜七人の刑事〜4（2011年11月7日）
  - 警視庁南平班〜七人の刑事〜5（2012年7月2日）
  - 警視庁南平班〜七人の刑事〜6（2013年4月8日）
  - 警視庁南平班〜七人の刑事〜7（2014年6月2日）
  - 警視庁南平班〜七人の刑事〜8（2015年8月3日）※ 遺作
- 恋うたドラマSP 元気をだして（2008年10月7日、TBS） - モーリス山田
- メン☆ドル 〜イケメンアイドル〜（2008年11月14日、テレビ東京） - 羽鳥志愛
- Room Of King（2008年10月 - 11月、フジテレビ） - 堀田ノボル
- 正しい王子のつくり方（2008年1月 - 3月、テレビ東京） - 仙川茂雄、御手洗聖子（二役）
- あんみつ姫2（2009年1月11日、フジテレビ） - 比留豚巴肉桂
- 戦力外通告（2009年2月21日、WOWOW） - ハローワーク職員
- ママはニューハーフ 52話 - 56話（2009年6月、テレビ東京） - みゆき
- 歌のおにいさん（2009年、テレビ朝日） - レギュラー・住吉一博
- 神児遊助のげんきのでる恋（BeeTV） - 悦子・マスター
- こちら葛飾区亀有公園前派出所（2009年9月19日、TBS） - バスジャック犯
- オトコマエ!2 第4 - 5回「里山の決戦」（2009年9-10月、NHK総合） - 神酒蔵
- 偉人の来る部屋 第9回（2009年11月30日、TOKYO MX） - 藤原道長
- 傍聴マニア09〜裁判長!ここは懲役4年でどうすか〜 第9話（2009年12月17日、読売テレビ） - 神山
- 水戸黄門第40部 第20話「見たか江戸っ子の心意気・江戸」（2009年12月21日、TBS） - 留吉
- 女刑事音道貴子・凍える牙（2010年1月30日、テレビ朝日） - ユメカ
- まっつぐ〜鎌倉河岸捕物控〜（2010年4月-8月、NHK総合） - レギュラー・下駄貫
- 大魔神カノン（2010年、テレビ東京） - タメキチ
- 娼婦と淑女 44話（2010年6月3日、東海テレビ） - 娼館の客
- URAKARA 第10話（2011年3月25日、テレビ東京） - 上杉努
- 江〜姫たちの戦国〜（2011年、NHK総合） - 於義丸 → 羽柴秀康 → 豊臣秀康 → 結城秀康
- ラストマネー -愛の値段- 第3話（2011年9月27日、NHK総合） - 磯貝芳雄
- 鍵のかかった部屋 第1話（2012年4月16日、フジテレビ） - 川崎
- レジデント〜5人の研修医 第4話（2012年11月8日、TBS） - ツルコ
- 放課後グルーヴ 第3話（2013年5月6日、TBS） - 森剛
- ダンダリン 労働基準監督官 第6話（2013年11月6日、日本テレビ） - 北川
- よろず占い処 陰陽屋へようこそ 第8話（2013年11月26日、関西テレビ） - 安藤
- 10日間で運命の恋人をみつける方法（2014年4 - 5月、BeeTV） - 占い師OZ
- 信州山岳刑事 道原伝吉2（2014年5月28日、テレビ東京） - 牛山耕二郎
- 続・最後から二番目の恋 第7話（2014年5月29日、フジテレビ）
- 女はそれを許さない 第8話（2014年12月9日、TBS） - ジョン
- 牙狼〈GARO〉-GOLDSTORM- 翔 第12話（2015年7月3日、テレビ東京） - ゲリル

### テレビアニメ
- デジモンセイバーズ（2006年 - 2007年、フジテレビ） - ゴツモン役
- フレッシュプリキュア!（2009年 - 2010年、朝日放送） - カオルちゃん[注 2] 役（エンディングテーマの振り付けも担当）

### 広告
- サントリー『ビタミンウォーター』（2007年）
- TSUCHZAKI BC（パチンコ店）『ハッピーキュートな気分で、楽しくあそぼ。』篇（秋田ローカル、2007年）

### 映画
- AXION（2008年3月29日公開） - 前川
- 長い長い殺人（2008年5月31日公開） - 森元隆一
- 夏休みのような1ヶ月（2008年11月29日公開） - バーテンダー
- 小森生活向上クラブ（2008年5月31日公開） - 辻
- ラーメンガール（2009年1月17日公開） - ハルミ
- 20世紀少年 第2章 最後の希望（2009年1月31日公開） - マライア
- 昴-スバル-（2009年3月20日公開） - サダ
- 細菌列島（2009年4月4日公開） - 室田
- 火天の城（2009年9月12日公開） - 留吉
- 今日からヒットマン（2009年9月26日公開） - 神尾
- いぬばか（2009年11月21日公開） - 阿樹場博士
- 完全なる飼育 メイド、for you（2010年1月30日公開） - 大竹
- ゼブラーマン -ゼブラシティの逆襲-（2010年5月1日公開） - 国会議員
- 必死剣 鳥刺し（2010年7月10日公開） - 喜助
- 裁判長!ここは懲役4年でどうすか（2010年11月6日公開） - 森裁判官
- ふるさとがえり（2011年公開）
- 少女たちの羅針盤（2011年5月14日公開） - 芽咲吾朗
- ギャルバサラ -戦国時代は圏外です-（2011年11月26日公開）
- Miss Boys! 友情のゆくえ編（2012年1月21日公開） - ロミオ
- 種まく旅人〜みのりの茶〜（2012年3月17日公開）
- LIAR GAME -再生-（2012年3月3日公開） - 村田テツヤ
- 愛と誠（2012年6月16日公開） - 先生
- 臨場 劇場版（2012年6月30日公開） - 張り番の警官
- 名無しの十字架（2012年12月1日公開）
- ばななとグローブとジンベイザメ（2013年2月2日公開、矢城潤一監督）
- ホコリと幻想（2014年公開）

### Vシネマ
- 半グレvsやくざ1,2（2013年,2014年） - みきお(バーのマスター)

### 劇場版アニメ
- 映画 フレッシュプリキュア! おもちゃの国は秘密がいっぱい!?（2009年10月31日公開） - カオルちゃん

### 舞台
- シンデレラストーリー（2003年、鴻上尚史監督、山田和也演出）
- 劇団♪ダンダンブエノ 七味公演「ハイ!ミラクルズ」（2008年）

### CD
まえけん♂トランス.pj
- 恋のブチアゲ♂天国（2005年8月） - 日本有線大賞有線話題賞・第47回日本レコード大賞特別賞
- 東京チャランス（2006年8月）

### DVD
- フリフリSong Book BEST Selection DVD Vol.1（2008年4月16日、フジテレビ映像企画部）
  - フリフリSong Book BEST Selection DVD Vol.1（2008年4月16日、フジテレビ映像企画部）

## 振付

### 楽曲振付
- 腐男塾
  - 男坂（2008年）
  - 俺の空（2009年）
  - 勝つんだ!（2009年）
  - ヲタキスト（2009年）
  - 無敵!夏休み（2010年）
  - 同じ時代に生まれた若者たち（2011年）
- 中野腐女子シスターズ
  - Honey Bee（2010年）
- 風男塾
  - Love Spider（2011年）
  - 風一揆（2012年）
  - 雨ときどき晴れのち虹（2012年）
  - 下を向いて帰ろう（2013年）
  - RIKISHI-MAN（2013年）
  - 男装レボリューション（2013年)
  - This is Love（2016年）
- AAA
  - Champagne Gold（2006年）
- 藤木直人
  - HEY! FRIENDS（2006年）
- 南野陽子
  - はいからさんが通る（2005年）
- livetune
  - Pink or Black（2013年）
  - Redial（2013年)

### テレビドラマ
- ギャルサー（2006年）パラパラ振付
- 受験の神様（2007年）創作ダンス振付

### 映画
- あぜ道のダンディ（2011年）

### テレビアニメ
- フレッシュプリキュア! (2009年2月1日 - 2010年1月31日) ダンス監修・コレオグラファー、前期・後期エンディングテーマ振付
- ハートキャッチプリキュア! (2010年2月7日 - 2011年1月30日) 前期・後期エンディングテーマ振付
- スイートプリキュア♪ (2011年2月6日 - 2012年1月29日) 前期・後期エンディングテーマ振付
- スマイルプリキュア! (2012年2月5日 - 2013年1月27日) 前期・後期エンディングテーマ振付

### 舞台
- 劇団ダンダンブエノ 七味公演「ハイ!ミラクルズ」（2008年）

### 広告
- 雪国もやし「雪国もやしの歌〜マンボ〜」プロモーション映像（2006年）
- 飲み友（2009年）
- クロネコヤマト引っ越しセンター（2009年）

### テレビその他
- OH!体操2（岡山放送、2013年4月）[注 3]
- さいしょに勇気! （岡山放送、2014年9月）

## 監督・脚本

### 映画
- それでも花は咲いていく（2011年）

## 著書
- 前田健の恋キャラ診断（2005年、扶桑社）ISBN 4-594-05054-9
- それでも花は咲いていく（2009年3月17日、幻冬舎）ISBN 978-4-344-01647-7